# クリスタル (ミール)
クリスタル(ロシア語: Кристалл)はソ連のミール宇宙ステーションの4番目のモジュール。77KST、TsM-T、11F77Tとも呼ばれる。クバント1、2と同じく形状はTKSモジュールを基にしており、もともとはクバント3の名称がつけられていた。プロトンで1990年5月31日に打ち上げられ、1990年6月10日にミールに自動でドッキングした。

## 設備

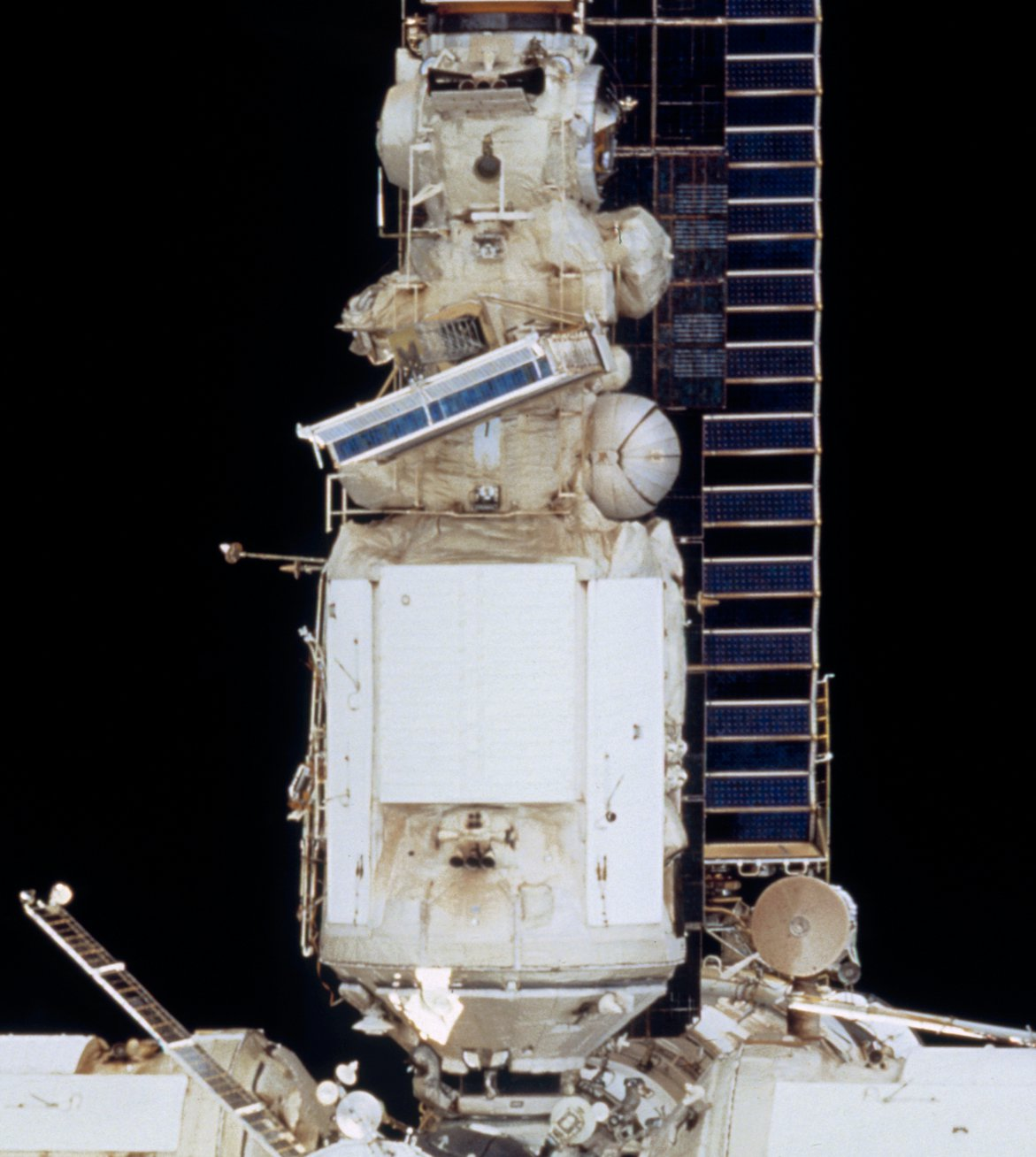
ミールに取り付けられたクリスタル(1997年)

クリスタルはいくつかの材料生成炉を持っていた。これらはKrater5、Optizon1、Zona2、Zona3と呼ばれていた。また、 Aniur電気泳動ユニットと呼ばれるバイオテクノロジー実験具も存在した。これらの実験器具は地上に持ち帰って利用する100kgの生成物質を生産可能であった。ドッキングノードにはプリローダ5カメラが設置してあり、地球資源観測のために使われた。また、いくつかの天文、天体物理用観測装置も搭載されており、これらはクバント1の観測を増強するために設置されたものである。ソーラーパネルはミールの他のモジュールとは違い、折りたためるように設計されており、展開と収納が可能であった。クリスタルのソーラーパネルのひとつは1995年に取り外され、クバント1に移設された。このソーラーパネルは1997年11月には廃棄された。クリスタルにも姿勢制御用の6基のジャイロダインを積んでおり、既にミール複合体で使われていた他のジャイロダインと一緒に使用された。クリスタルの制御システムはウクライナのハートロン社によって開発された。

### 設備一覧
- Ainur電気泳動ユニット
- Krater5、Optizon1、CSK-1/結晶半導体材料生成炉(Kristallizator semiconductor materials processing furnaces)
- Zona2/3材料生成炉
- Buketガンマ線スペクトロメータ
- Glazar2紫外線望遠鏡 - 宇宙線研究
- Granar天体物理用分光器
- Marinaガンマ線望遠鏡
- Mariya磁力計
- Priroda5地球資源観測カメラシステム - KFA-1000フィルムカメラ2台含む
- Svet植物栽培ユニット

## ブランとシャトルプログラムとの関連

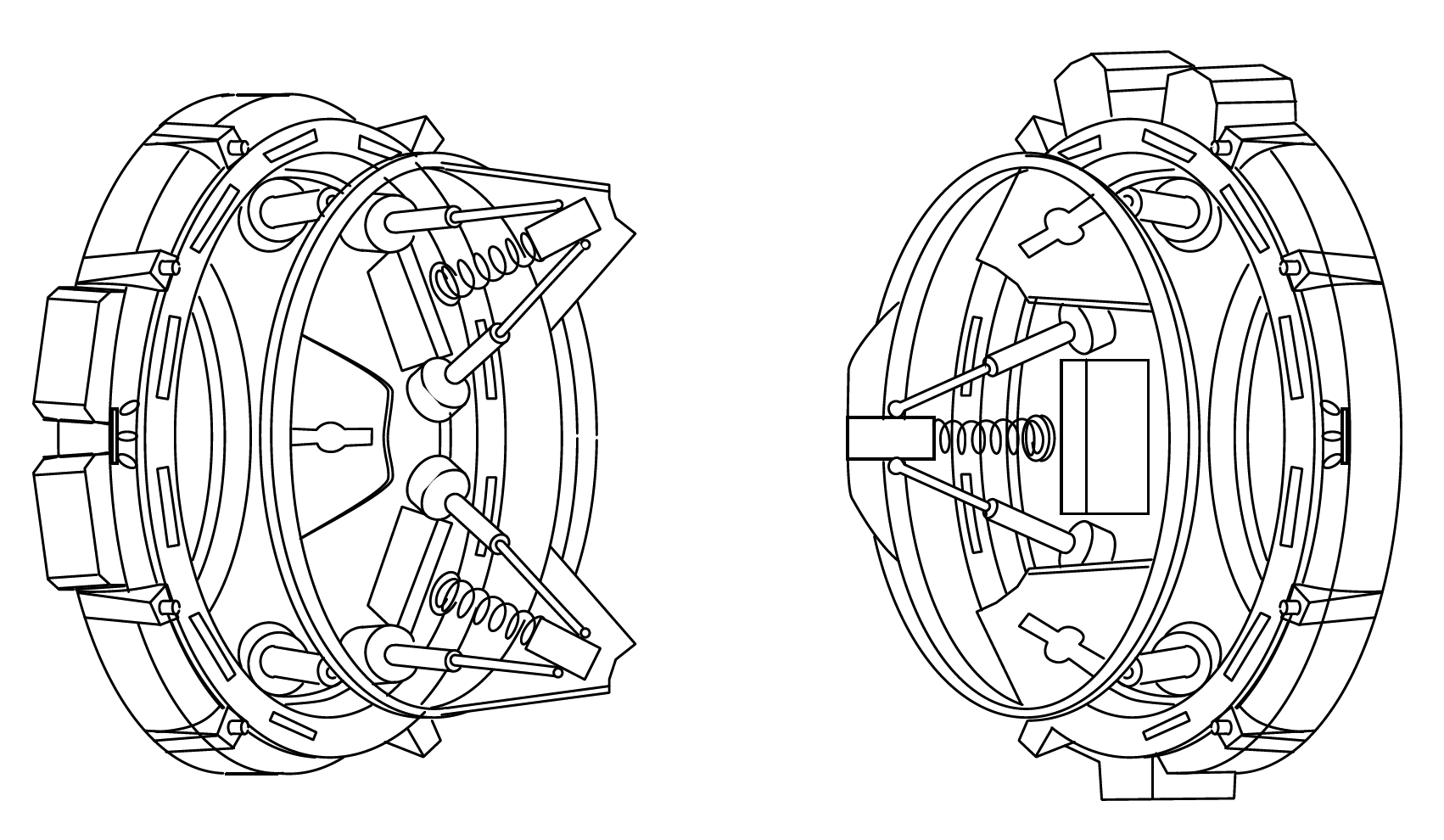
APAS-89

もっとも有名な特徴はブラン計画においてブランとミールをドッキングさせるために設計された2台のAPAS-89アンドロジナス接続システムが搭載されていることである。クリスタルのAPAS-89は、1台が軸方向に、もう1台が側面に設置されていた。1993年にはブラン計画が中止され、このドッキングポートは使われずにいたが、後にシャトル・ミール計画での利用に使えないかと考えられた。側面のAPASは結局一度も使われなかった。
ミール本体のドッキングポートは一つが軸方向にあり、それ以外は側面に放射状に4基のモジュールが取り付けられるようになっており、クリスタルはミールの放射状の取り付け部に結合していた。このため、ドッキングポートはミールステーションの側面方向に存在する形になっていた。クリスタルの軸方向のポートはシャトルとのドッキングに備えて、スペースシャトルと同型のドッキング機構に改造されたソユーズTM-16で1993年にテストされた。
1995年5月26日、クリスタルはミールの－Y軸ポートから取り外されてミール本体の軸方向である－X軸ポートに移動され、5月30日にはスペクトルモジュールの到達に備えてさらに－Z軸ポートに移動された。6月10日、シャトルとのドッキングに備えて再び－X軸ポートに移動された。1995年6月29日にはアトランティス(STS-71)とミールとシャトルとの初ドッキングが行われた。1995年7月17日、クリスタルの最後の移動が行われ－Z軸ポートに結合された。もし、ブラン計画が継続されていた場合、この作業はブランに対しても行わなければいけなかったと考えられる。
次のシャトルドッキングミッションとなったSTS-74（ドッキングは1995年11月15日）では、アトランティスがミール・ドッキングモジュールを運び、クリスタルに取り付けた。これによって太陽電池パネルと物理的に干渉しないようになったため、以後のシャトルドッキングミッションではクリスタルを移動させずにドッキングすることが可能になった。

## 断面図

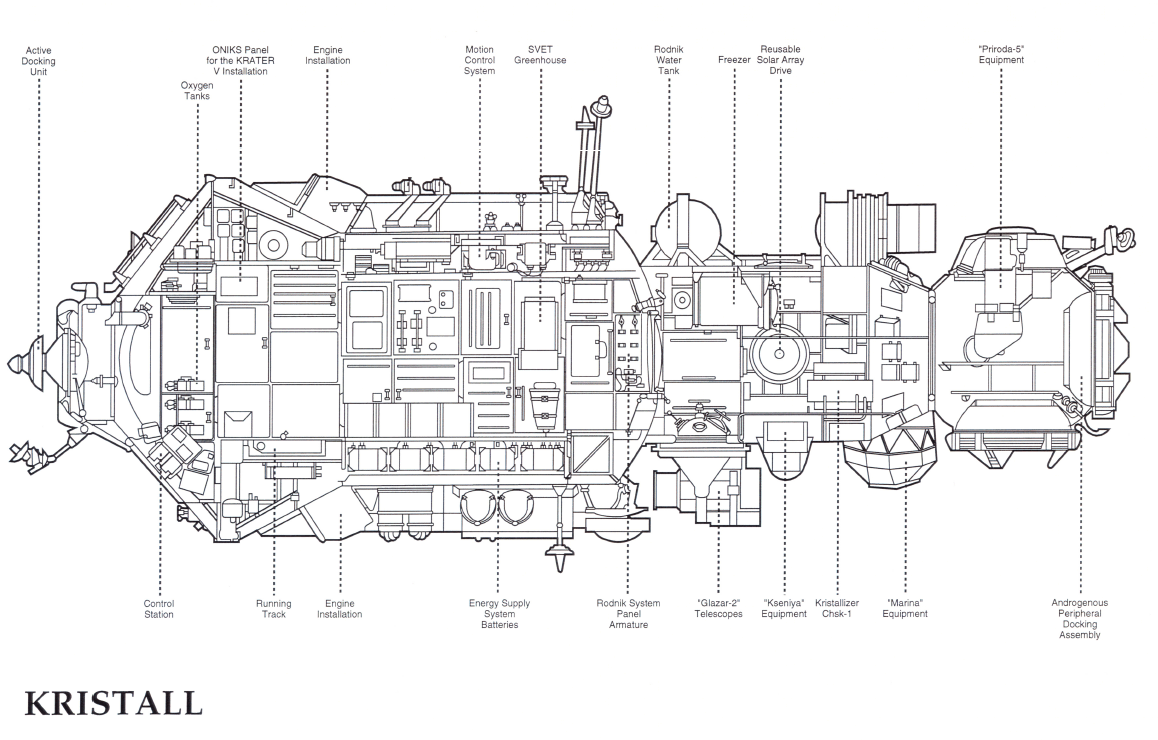
クリスタルの断面図

## 註
1. ↑  Krivonosov, Khartron: Computers for rocket guidance systems